# Wyoming közlekedése

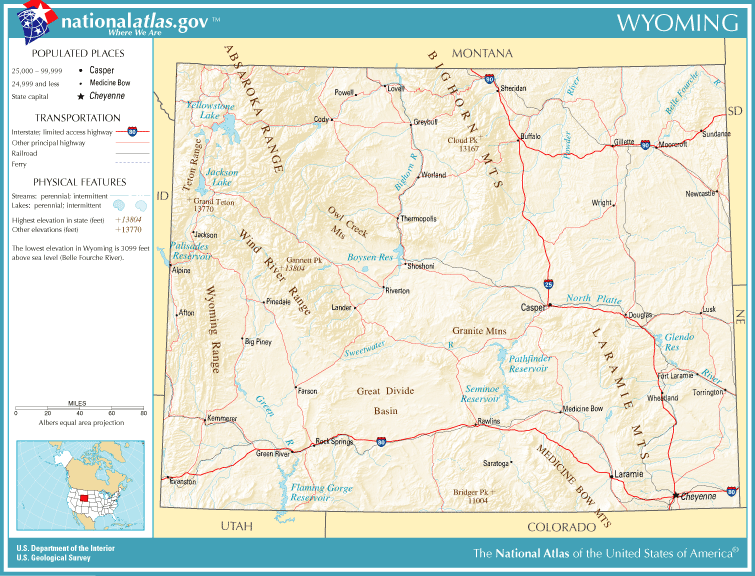
Wyoming térképe a főbb utakkal (nyomtatható változat)

## Közúti

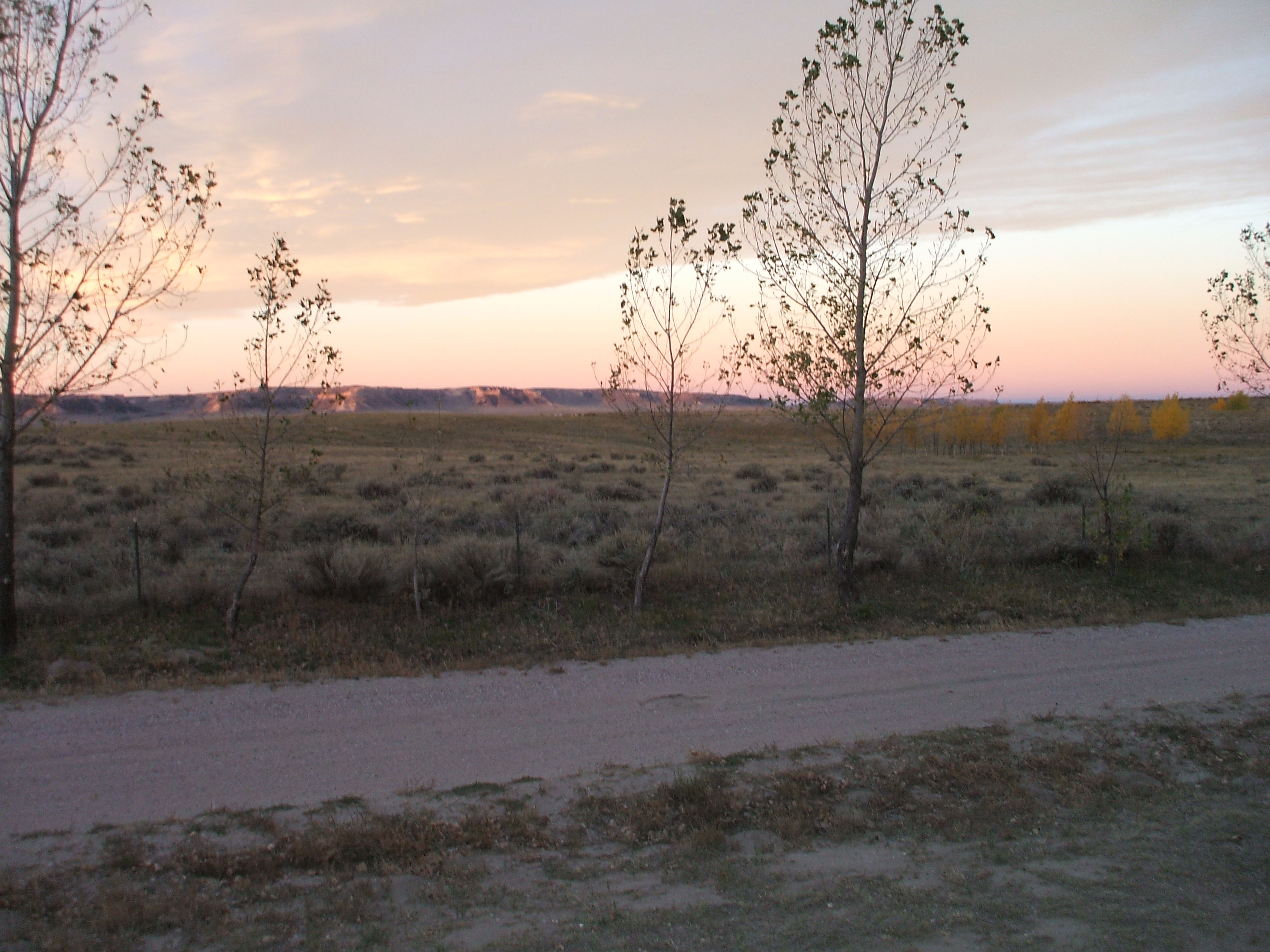
Hawk Springs a US 186-ról nézve

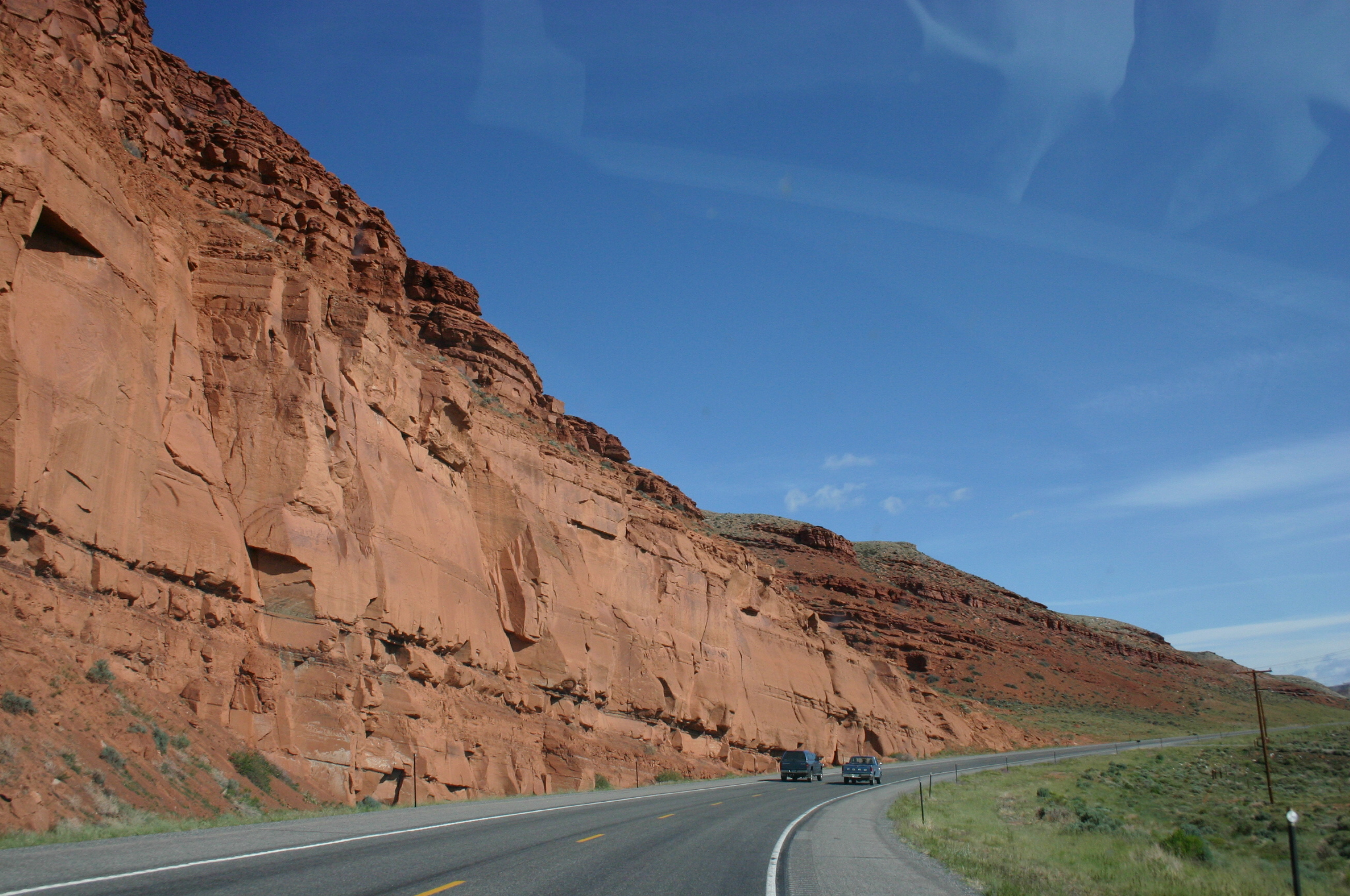
US 287-es Lander és Dubois között

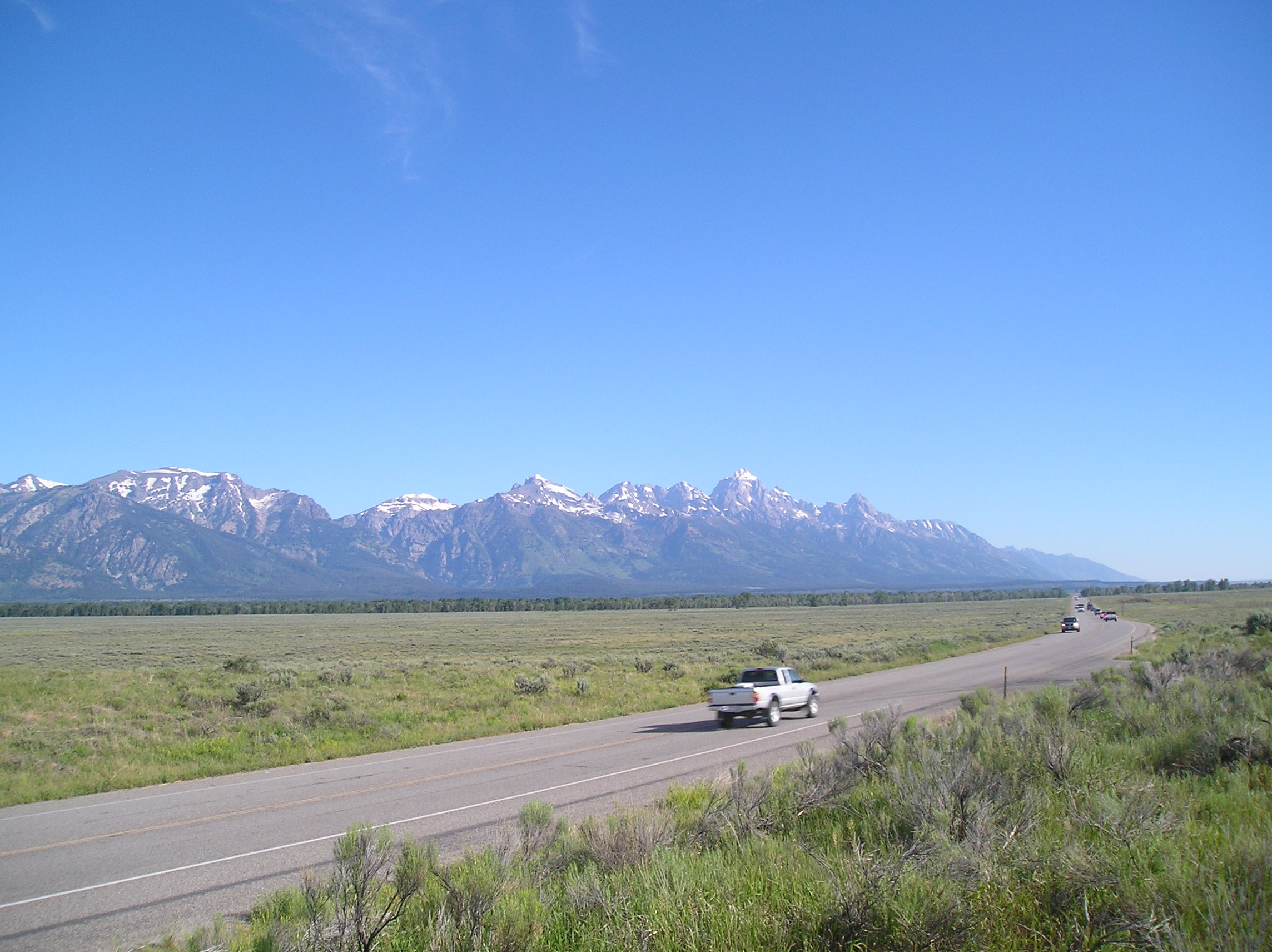
A Teton-hegység a US 89-esről nézve

Wyoming közúti közlekedésében döntő szerepet játszik a három államközi autópálya. Az I-25-ös az állam keleti részén észak-dél, míg az I-80-as az állam déli részén kelet-nyugat irányban halad. Az I-90-es pedig az állam északkeleti részén lép be, majd nem sokkal ezután becsatlakozik az I-80-asba.
Az államot tizenhárom szövetségi országút is érinti, ezek:
- US 14: Yellowstone Nemzeti Park - Sundance
- US 16: Yellowstone Nemzeti Park - Newcastle
- US 18: Orin - Mule Creek Junction
- US 20: West Yellowstone - Lusk
- US 26: Alpine Junction - Torrington
- US 30: Border - Pine Bluffs
- US 85: Fort Corners - Cheyenne
- US 87: Sheridan - Cheyenne
- US 89: Mammoth Hot Springs - Smoot
- US 189: Jackson - Evanston
- US 191: Yellowstone Nemzeti Park - Rock Springs

A Yellowstone - West Yellowstone szakaszt ideiglenesen kivonták a forgalomból
- US 212: Yellowstone Nemzeti Park

Yellowstonet követően azonnal ki is lép az államból
- US 287: Yellowstone Nemzeti Park - Laramie

A Yellowstone - West Yellowstone szakaszt ideiglenesen kivonták a forgalomból

### Tömegközlekedés
Az állam tömegközlekedése nem túl fejlett. Az 1983-as vasútreform miatt már csak autóbuszok közlekednek, azonban azok sem túl nagy számban. Több kisebb társaság is létezik, amelyek bizonyos napokon ingajáratokat közlekedtetnek, de ezek rendszerint drágák és megbízhatatlanok. A fő tömegközlekedési útvonalak:
- Denver - I-80 - Salt Lake City (naponta egyszer; Greyhound)
- Denver - I-25 - Billings (naponta kétszer; Black Stage Hill Lines)
- Denver - I-25 - Gillette (naponta egyszer; Black Stage Hill Lines)

A nagyobb városok közül egyedül Cheyenne rendelkezik városi tömegközlekedési rendszerrel.

## Vasúti

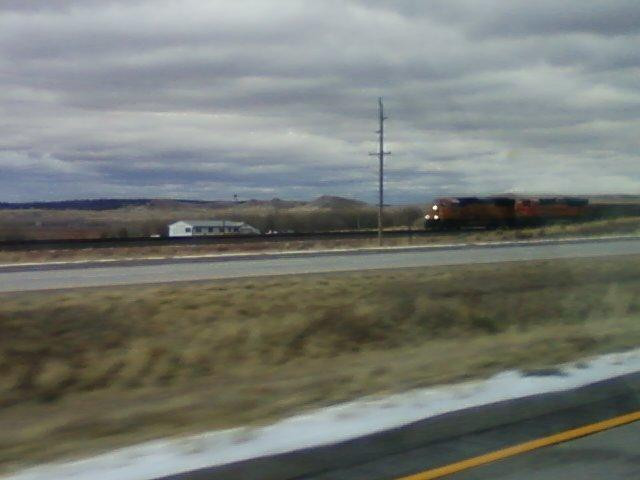
A BNSF Railway egyik tehervonata az I-80-assal párhuzamosan Platte megyében

Wyoming vasúthálózata nagyon gyér: két észak-déli és egy keleti-nyugati vonalból áll. A legforgalmasabb vasútvonal az I-80-as államközi autópályával párhuzamosan halad. Ezen a vonalon közlekedett korábban az Ogden - Denver személyvonat, azonban 1983-ban az Amtrak országszerte átvette a különböző vasúttársaság személyszállító járatait, melynek következtében ez a személyvonat (is) megszűnt. Az állam teljes területén kizárólag teherszállításra használják a vasutat, a BNSF Railway és a Union Pacific Railroad közlekedteti a vonatokat.

## Légi
Wyoming légiközlekedése az állam lakosságához mérten viszonylag fejlett. A legnagyobb (utasforgalmi) repülőterek Jacksonban és Casperben találhatóak. A legtöbb kereskedelmi repülőtérről napi legalább egy járattal elérhető a coloradói Denver városa a Great Lakes Airlines jóvoltából. 2010 nyarától az American Eagle napi két járatot üzemeltet Cheyenne és Dallas DFW között, amely hatalmas fellendülést hozhat mind Cheyenne, mind pedig az egész állam számára. 
| Város                   | FAA | IATA | ICAO | Repülőtér                                          | Haszn. | Utas (2006) |
| ----------------------- | --- | ---- | ---- | -------------------------------------------------- | ------ | ----------- |
|                         |     |      |      | Kereskedelmi kiszolgálás - Elsődleges repterek     |        |             |
| Casper                  | CPR | CPR  | KCPR | Casper/Natrona nemzetközi repülőtér                | PR     | 78,665      |
| Cheyenne                | CYS | CYS  | KCYS | Cheyenne-i repülőtér (Jerry Olson Field)           | PR     | 15,469      |
| Cody                    | COD | COD  | KCOD | Yellowstone regionális repülőtér                   | PR     | 28,559      |
| Gillette                | GCC | GCC  | KGCC | Gillette-Campbell repülőtér                        | PR     | 21,876      |
| Jackson                 | JAC | JAC  | KJAC | Jackson Hole repülőtér                             | PR     | 274,031     |
| Laramie                 | LAR | LAR  | KLAR | Laramie-i repülőtér                                | PR     | 10,407      |
| Riverton                | RIW | RIW  | KRIW | Riverton-i repülőtér                               | PR     | 14,184      |
| Rock Springs            | RKS | RKS  | KRKS | Rock Springs - Sweetwater repülőtér                | PR     | 18,435      |
| Sheridan                | SHR | SHR  | KSHR | Sheridan-i repülőtér                               | PR     | 13,654      |
|                         |     |      |      | Kereskedelmi kiszolgálás - Nem elsődleges repterek |        |             |
| Worland                 | WRL | WRL  | KWRL | Worlandi repülőtér                                 | CS     | 2,616       |
|                         |     |      |      | Kisgépes repterek                                  |        |             |
| Afton                   | AFO | AFO  | KAFO | Afton Municipal Airport                            | GA     | 15          |
| Big Piney / Marbleton   | BPI | BPI  | KBPI | Miley Memorial Field                               | GA     | 5           |
| Buffalo                 | BYG | BYG  | KBYG | Johnson County Airport                             | GA     | 4           |
| Cowley / Lovell / Byron | U68 |      |      | North Big Horn County Airport                      | GA     |             |
| Dixon                   | 9U4 |      |      | Dixon Airport                                      | GA     | 4           |
| Douglas                 | DGW | DGW  | KDGW | Converse County Airport                            | GA     |             |
| Dubois                  | U25 |      |      | Dubois Municipal Airport                           | GA     |             |
| Evanston                | EVW | EVW  | KEVW | Evanston-Uinta County Airport                      | GA     |             |
| Fort Bridger            | FBR | FBR  | KFBR | Fort Bridger Airport                               | GA     |             |
| Greybull                | GEY | GEY  | KGEY | South Big Horn County Airport                      | GA     |             |
| Hulett                  | W43 |      |      | Hulett Municipal Airport                           | GA     |             |
| Kemmerer                | EMM | EMM  | KEMM | Kemmerer Municipal Airport                         | GA     | 17          |
| Lander                  | LND | LND  | KLND | Hunt Field                                         | GA     |             |
| Lusk                    | LSK | LSK  | KLSK | Lusk Municipal Airport                             | GA     |             |
| Newcastle               | ECS | ECS  | KECS | Mondell Field                                      | GA     |             |
| Pine Bluffs             | 82V |      |      | Pine Bluffs Municipal Airport                      | GA     |             |
| Pinedale                | PNA |      | KPNA | Ralph Wenz Field                                   | GA     | 68          |
| Powell                  | POY | POY  | KPOY | Powell Municipal Airport                           | GA     |             |
| Rawlins                 | RWL | RWL  | KRWL | Rawlins Municipal Airport (Harvey Field)           | GA     | 2           |
| Saratoga                | SAA | SAA  | KSAA | Shively Field                                      | GA     | 35          |
| Thermopolis             | THP | THP  | KTHP | Hot Springs County-Thermopolis Municipal Airport   | GA     |             |
| Torrington              | TOR | TOR  | KTOR | Torrington Municipal Airport                       | GA     |             |
| Wheatland               | EAN | EAN  | KEAN | Phifer Airfield                                    | GA     |             |
|                         |     |      |      | Egyéb nyilvános repterek                           |        |             |
| Alpine                  | 46U |      |      | Alpine Airport                                     |        |             |
| Casper                  | HAD |      | KHAD | Harford Field                                      |        |             |
| Cokeville               | U06 |      |      | Cokeville Municipal Airport                        |        |             |
| Glendo                  | 76V |      |      | Thomas Memorial Airport                            |        |             |
| Green River             | 48U |      |      | Greater Green River Intergalactic Spaceport        |        |             |
| Guernsey                | 7V6 |      |      | Camp Guernsey Airport                              |        |             |
| Medicine Bow            | 80V |      |      | Medicine Bow Airport                               |        |             |
| Shoshoni                | 49U |      |      | Shoshoni Municipal Airport                         |        |             |
| Upton                   | 83V |      |      | Upton Municipal Airport                            |        |             |
|                         |     |      |      | Katonai repterek                                   |        |             |
| Cheyenne                | FEW | FEW  | KFEW | F. E. Warren Air Force Base                        |        |             |

Jelmagyarázat - Használat:
- PR: Kereskedelmi repülőtér, melynek utasforgalma meghaladja: 10 000 utas/év
- CS: Kereskedelmi repülőtér, melynek utasforgalma nem haladja meg: 10 000 utas/év
- GA: Kisgépes repülőtér, nincs kereskedelmi forgalom, kizárólag magángépek használják

## Külső hivatkozások
- Black Stage Hill Lines[halott link]
- Greyhound